# Orthotrichum underwoodii
Orthotrichum underwoodii är en bladmossart som beskrevs av F. Lara, Garilleti, Mazimpaka in Garilleti, F. Lara och Vicente Mazimpaka 2001. Orthotrichum underwoodii ingår i släktet hättemossor, och familjen Orthotrichaceae. Inga underarter finns listade i Catalogue of Life.